# Mayada El Hennawy
Mayada El Hennawy (en árabe ميّادة الحنّاوي pronunciado Mayāda al-Ḥannāwi en la transliteración al árabe clásico) nacida el 8 de octubre de 1959 en Aleppo, Siria, es una cantante siria y panárabe.

## Carrera
Nacida con el nombre de Mayada Bent Bakri El Hennawy en una familia amante de la música, fue descubierta artísticamente por el compositor, músico y cantautor egipcio Mohammad Abdel Wahab a la edad de 18 años, mientras actuaba en Bloudan, Siria. Abdel Wahab la llamó "La cantante de la generación" (en árabe مطربة الجيل transliterado como Moutribat el Jeel) y la invitó a Egipto, para escribirle canciones. La hermana de Mayada, Faten, es también una cantante promisoria. Mayada trabajó en conjunto con algunos de los más conocidos letristas y compositores musicales del mundo árabe, entre ellos Mohammad Abdel Wahab y Mohammed Al Mougui.
Pero su gran lanzamiento como cantante panárabe vino con la colaboración que realizó junto al cantautor Baligh Hamdi en los años 1980. Entre las canciones más conocidas que produjeron juntos se encuentran: "Ana Ba'sha'ak", "El Hob illi Kan", "Ana A'mel Eh", "Sidi Ana", "Indi Kalam" etc. Riad Al Sunbati también compuso para El Hennawy.
En sus comienzos, también cantó canciones escritas por Mohammed Sultan, Hilmi Bakr y Jamal Salameh, y durante los años 1990, de Sami El Hefnawi, Salah al Sharnoubi, Mohammed Sultan, Ammar El Sherei, Khaled Al Amir. Fue difundida por el promotor musical egipcio Mohsen Jaber, dueño de la compañía discográfica Alam El Fan y de la estación de radio Mazzika.
Durante los regímenes de Anwar Sadat y Hosni Mubarak en Egipto, tuvo prohibido el ingreso a ese país. A pesar de eso, ha actuado en algunos de los más grandes festivales de música en Siria y en el mundo árabe, apareció en numerosos especiales de televisión, hizo cantos de alabanza en Damasco en "Ya Sham" y en Beirut en "Beyrouth Ya Arous el Sharq" y actuó en la opereta "Yeslam Trabak Ya Sham", compuesta por Haitham Ziad, junto a grandes estrellas árabes como Hany Shaker, Latifa, Assi El Helani etc.
Luego de su álbum Touba, mantuvo una pausa en su carrera durante algunos años, apareciendo solo en ocasiones con canciones de contenido nacionalista árabe en Siria, Palestina, Argelia, Túnez, Kurdistán, entre otros países. Pero en 2007 lanzó un nuevo álbum que incluye una canción escrita por Baligh Hamdi que originalmente iba a ser cantada por Umm Kalzum. Asimismo a apoyado el régimen de Hafez Assad lo que hizo que fuera prohibida su actuación por las autoridades kuwaitíes en un concierto programado en el festival de música de Hala Febrayer en Kuwait. Mayada está preparando un regreso a la música con nuevos álbumes producidos por Alam El Fan.